# Von
Von ("Nada") prvijenac je album islandske post-rock grupe Sigur Rós. Produkcija albuma trajala je dugo, i konačni rezultat bio je posve drugačiji od materijala kojeg je sastav imao na početku. Na Islandu je album bio dobro prihvaćen od strane kritičara, no izvan njegovih granica prošao je bez većih uspjeha. 

## Popis pjesama
1. "Sigur Rós" ("Pobjednička ruža") – 9:46
2. "Dögun" ("Zora") – 5:50
3. "Hún Jörð..." ("Majka Zemlja…") – 7:17
4. "Leit að lífi" ("Potraga za životom") – 2:33
5. "Myrkur" ("Tama") – 6:14
6. "18 sekúndur fyrir sólarupprás" ("18 sekundi prije izlaska sunca") – 0:18
7. "Hafssól" ("The Sun's Sea") – 12:24
8. "Veröld ný óg óð" ("Hrabri novi svijet") – 3:29
9. "Von" ("Nada") – 5:12
10. "Mistur" ("Magla") – 2:16
11. "Syndir Guðs (Opinberun frelsarans)" ("Božji grijesi (Otkrivenje spasitelja)") – 7:40
12. "Rukrym" ("amaT") – 8:59